# Aramis Naglić
Aramis Naglić (* 28. August 1965 in Rijeka, Sozialistische Republik Kroatien) ist ein kroatischer Basketballtrainer und ehemaliger -spieler.

## Laufbahn

### Spieler
Naglić wurde 1990 und 1991 mit Split Europapokalsieger der Landesmeister. 1990 kam er im Halbfinale sowie im Endspiel nicht zum Einsatz, im Endspiel 1991 gegen den FC Barcelona erzielte er zwei Punkte. Die jugoslawische Meisterschaft gewann Naglić 1990 und 1991, in beiden Jahren gelang ebenfalls der Sieg im Pokal. 1998 und 2005 wurde er kroatischer Meister, 1992, 1993 und 2005 gewann er den Pokalwettbewerb des Landes.
Mit der kroatischen Nationalmannschaft gewann er 1992 die Silbermedaille bei den Olympischen Spielen, Naglić erzielte im Turnierverlauf im Schnitt drei Punkte je Begegnung, im Endspiel gegen die Vereinigten Staaten, das Kroatien 85:117 verlor, gelangen ihm zwei Punkte.
1993 wechselte er zum italienischen Erstligisten Reyer Venedig, kam in 30 Serie-A-Einsätzen während der Saison 1993/94 auf durchschnittlich 13,1 Punkte und 5,9 Rebounds je Begegnung. Später stand er bei weiteren ausländischen Vereinen unter Vertrag: Slovakofarma Pezinok (Slowakei) und Arkadia Traiskirchen (Österreich).

### Trainer
In Kroatien war Naglić 2007/08 Trainer von KK Crikvenica und wurde mit der Mannschaft Zweitligameister, arbeitete dann als Betreiber einer Basketballschule, anschließend als Trainer bei KK Kvarner 2010 Rijeka. 2013 führte er Inter Bratislava zum Gewinn der slowakischen Meisterschaft. Er arbeitete hernach wieder in seinem Heimatland, 2015 gewann KK Škrljevo unter seiner Leitung den Zweitligameistertitel. Ebenfalls im Jahr 2015 zählte er als Assistenztrainer zum Stab der kroatischen Nationalmannschaft. 2019 führte er Inter Bratislava abermals zu slowakischen Meistertiteln, 2020 stand er mit der Mannschaft auf dem ersten Tabellenrang, als die Saison wegen der Covid-19-Pandemie vorzeitig beendet wurde.
Im Januar 2021 stieß er zum Trainerstab des österreichischen Erstligisten BC Vienna, ihm wurde dort im Frühjahr 2021 das Cheftraineramt übertragen. Im Februar 2022 führte er die Wiener zum Gewinn des österreichischen Pokalwettbewerbs und Ende Mai 2022 der österreichischen Meisterschaft. Im Sommer 2022 trat er zusätzlich zu seiner Aufgabe in Wien das Amt des slowakischen Nationaltrainers an. Die Wiener Mannschaft führte er in der Saison 2022/23 auf den zweiten Platz im Alpe-Adria-Cup, einem Wettbewerb mit Beteiligung von Mannschaften aus mehreren europäischen Ländern. In der österreichischen Meisterschaft stand er mit Wien 2023 in der Endspielserie, die man aber verlor. Im Juni 2023 wurde das Ende seiner Wiener Amtszeit vermeldet.
Im Sommer 2024 wurde er wieder Trainer von Inter Bratislava.